# Gray (film)
Gray (สีเทา) è un mediometraggio tailandese a tematica omosessuale pubblicato nel 2016.

## Trama
Pun è un ragazzo che non sembra molto felice del ritorno di un suo amico, Mon, il quale ha vissuto negli Stati Uniti negli ultimi 4 anni. Dopo il ritorno di quest'ultimo verremo a scoprire che la ritrosia di Pun nei suoi confronti è legata all'amore segretamente provato per lui. Dopo che Mon scopre la cosa, grazie a delle lettere trovate per sbaglio, si pone molti interrogativi su una loro ipotetica relazione (dato che sono due maschi e la cosa potrebbe essere non accettata socialmente) ma alla fine entrambi sono contenti di mettersi insieme.